# Кольо Бъчваров
Кольо Петков Бъчваров е български офицер, генерал-майор.

## Биография
Роден е на 21 април 1953 г. в Мичурин. Завършва средно образование в техникума по механотехника в Казанлък. През 1976 г. завършва Висшето народно военно училище във Велико Търново. Започва да служи в пета танкова бригада като заместник-командир по техническата част (ЗКТЧ) на рота, а впоследствие и на танкова бригада. Бил е ЗКТЧ и по материално-техническото осигуряване на седемнадесета мотострелкова дивизия в Хасково и на втори армейски корпус. По-късно завършва Генералщабния факултет на Военната академия в София. На 24 август 1998 г. е назначен за първи заместник-началник на управление „Материално-техническо осигуряване“ на Генералния щаб на Българската армия, считано от 1 септември 1998 г. На 25 февруари 2000 г. е освободен от длъжността първи заместник-началник на управление „Материално-техническо осигуряване“ на Генералния щаб на Българската армия. На 7 юли 2000 г. е назначен за командир на Командването на материално-техническото осигуряване и удостоен с висше военно звание бригаден генерал. На 6 юни 2002 г. е освободен от длъжността командир на Командването на Материално-техническото осигуряване, назначен за заместник-началник на Главния щаб на Сухопътните войски по ресурсите и удостоен с висше военно звание генерал-майор. На 3 май 2004 г. е освободен от длъжността заместник-началник на Главния щаб на Сухопътните войски по ресурсите и назначен за командващ на Съвместното оперативно командване, на която длъжност е преназначен на 4 май 2005 г.
На 25 април 2006 г. е назначен за национален военен представител в Националното военно представителство в Съюзното командване по операциите на НАТО в Монс, Белгия, считано от 1 юни 2006 г. На 1 юли 2009 г. е освободен от длъжността национален военен представител в Националното военно представителство в Съюзното командване по операциите на НАТО в Монс, Белгия. От 2010 до 2012 г. е заместник изпълнителен директор на „Градски транспорт – Пловдив“АД. През 2011 г. е издигнат за кандидат-кмет на Пловдив от Независимия национален съюз на офицерите в България, но не е избран. През 2014 г. е кандидат за депутат от България без цензура от Пловдив-град. Преподава национална сигурност в магистърска програма в Пловдивския университет.